# Thomas Bottomore
Thomas Burton Bottomore, född 8 april 1920 i England, död 9 december 1992 i Sussex, var en brittisk sociolog och marxistisk teoretiker. Han var åren 1968–1985 professor i sociologi vid University of Sussex och åren 1974–1978 ordförande för International Sociological Association (ISA).

## Biografi
Thomas Bottomore föddes år 1920. Hans bok Sociology (1962) fick stor spridning. Han var även redaktör för A Dictionary of Marxist Thought (1983) and The Blackwell Dictionary of Twentieth Century Social Thought (1993).
Bottomore var influerad av austromarxismen och Frankfurtskolan.